# Томас Лінке
Томас Лінке (нім. Thomas Linke, нар. 26 грудня 1969, Земмерда) — німецький футболіст, що грав на позиції захисника.
Виступав, зокрема, за клуби «Шальке 04» та «Баварія», а також національну збірну Німеччини.
П'ятиразовий чемпіон Німеччини. Триразовий володар Кубка Німеччини. Чемпіон Австрії. Володар Кубка УЄФА. Переможець Ліги чемпіонів УЄФА. Володар Міжконтинентального кубка.

## Клубна кар'єра
Народився 26 грудня 1969 року в місті Земмерда. Вихованець футбольної школи клубів Robotron Sömmerda та «Рот Вайс» (Ерфурт). Дорослу футбольну кар'єру розпочав 1988 року в основній команді того ж клубу, в якій провів чотири сезони, взявши участь у 85 матчах чемпіонату. 
Своєю грою за цю команду привернув увагу представників тренерського штабу клубу «Шальке 04», до складу якого приєднався 1992 року. Відіграв за клуб з Гельзенкірхена наступні шість сезонів своєї ігрової кар'єри. Більшість часу, проведеного у складі «Шальке», був основним гравцем захисту команди.
У 1998 році уклав контракт з клубом «Баварія», у складі якого провів наступні сім років своєї кар'єри гравця. Граючи у складі мюнхенської «Баварії» також здебільшого виходив на поле в основному складі команди. За цей час п'ять разів виборював титул чемпіона Німеччини, ставав володарем Кубка Німеччини (тричі), переможцем Ліги чемпіонів УЄФА, володарем Міжконтинентального кубка.
Протягом 2005—2007 років захищав кольори команди клубу «Ред Булл».
Завершив професійну ігрову кар'єру у другій команді «Баварії», за якого виступав протягом 2007—2008 років.

## Виступи за збірну
У 1997 році дебютував в офіційних матчах у складі національної збірної Німеччини. Протягом кар'єри у національній команді, яка тривала 8 років, провів у формі головної команди країни 43 матчі, забивши 1 гол.
У складі збірної був учасником розіграшу Кубка конфедерацій 1999 року у Мексиці, чемпіонату Європи 2000 року у Бельгії та Нідерландах, чемпіонату світу 2002 року в Японії і Південній Кореї, де разом з командою здобув «срібло».

## Титули і досягнення
- Чемпіон Німеччини (5):

«Баварія»:  1999, 2000, 2001, 2003, 2005
- Володар Кубка Німеччини (3):

«Баварія»:  2000, 2003, 2005
- Володар Кубка німецької ліги (4):

«Баварія»: 1998, 1999, 2000, 2004
- Чемпіон Австрії (1):

«Ред Булл»:  2007
- Володар Кубка УЄФА (1):

«Шальке 04»:  1997
- Переможець Ліги чемпіонів УЄФА (1):

«Баварія»:  2001
- Володар Міжконтинентального кубка (1):

«Баварія»:  2001
- Віце-чемпіон світу: 2002